# Staurocumites
Staurocumites is een geslacht van uitgestorven zeekomkommers die leefden in het Trias en het Jura, in het huidige Europa.

## Soorten
- Staurocumites bartensteini Deflandre-Rigaud, 1952 † (typesoort)